# إدوارد تشارلز بيكرنج
إدوارد تشارلز بيكرنج (بالإنجليزية: Edward Charles Pickering)‏ (1262-1337هـ/1846-1919م) هو فلكي وعالم فيزيقا أمريكي. أستاذ الفيزيقا بمؤسسة ماساشوستس للتكنولوجيا ( 1868 – 1877 ). قام بتصميم أجهزة لعمل القياسات، وأشرف على تصوير ربع مليون لوح تصويري فوتومتري وطيفي بمرصد هارفرد.
أخوه هو العالم الفلكي وليام هنري بيكرنج.

## روابط خارجية
- إدوارد تشارلز بيكرنج على موقع الموسوعة البريطانية (الإنجليزية)
- إدوارد تشارلز بيكرنج على موقع إن إن دي بي (الإنجليزية)